# Call of Cthulhu: Dark Corners of the Earth
Call of Cthulhu: Dark corners of the Earth, v češtině lokalizováno jako Volání Cthulhu: Temná zákoutí země, je first-person akční adventura vytvořená na motivech hororových příběhů H. P. Lovecrafta společností Headfirst Productions a distribuovaná v roce 2005 společností Bethesda Softworks ve spolupráci s 2K Games v roce 2005.
Hra efektně navazuje především na Lovecraftovu novelu Stín nad Innsmouthem a částečně na krátkou povídku Stín z hlubin času.
PC verze obsahuje řadu softwarových chyb, které nikdy nebyly oficiálně opraveny; tyto chyby jsou obecně přerušované a obnovení z dříve uložené hry může stačit k jejich překonání. K dispozici je také neoficiální oprava, která opravuje některé závady a snižuje celkovou úroveň obtížnosti hry. Verze pro Xbox je v určitých oblastech oficiálně kompatibilní s Xbox 360.
Hra je nestabilní při snímkových frekvencích nad 60 FPS.!

## Příběh
Hra nás zavede do role amerického soukromého detektiva Jacka Walterse, který v roce 1915 navštíví dům obývaný podivnou okultní sektou. V tomto domě ovšem nalézá podivné okolnosti, své vlastní fotografie a obrazy, a o několik hodin později je nalezen ve stavu katatonie a převezen do Arkhamského ústavu pro choromyslné. Po svém propuštění Walters ztrácí paměť a ve svůj vlastní život se probouzí až v roce 1922, psychotický a zjišťující, že šest let nebyl sám sebou. Po brzkém zotavení detektiv získává zakázku na vyhledání jistého Briana Burhama, který se ztratil ve městě Innsmouth. Tam se však dějí události, které jsou velmi podobné tomu, co Jack viděl v Bostonu. Jack půjde po stopách dagona, Hydry, Cthulhu a mnoha dalších monster, aby zachránil náš svět.

## Postavy
- Jack Walters, hlavní protagonista hry, bývalý policista a nyní soukromé očko. V Bostonu zažil při prohledávání domu sekty pár nehezkých okamžiků, ze kterých se musel léčit v ústavu, nicméně po celou hru se mu vrací vzpomínky.
- Zadok, ochlasta a žebrák. Jackovi za láhev rumu pomůže. Zabijí ho.
- Rebeca, obyvatelka Innsmouth, její otec bojoval s řádem Dagona a byl zabit. Rebeca pomůže Jackovi a také zemře.
- Charlie Gilman, hoteliér, který ovšem ve svém hotelu provádí pokusy na lidech
- Lucas Mackeyi, federální informátor, který hráči několikrát pomůže
- Brian Burnham, prodavač, byl unesen a Jack ho hledá
- Ruth Bilinghamová, grianova milá. Jack od ní dostane podivnou brož.
- Edgar Hoover, federální agent, kterému Jack pomáhá
- Sebastian Marsh, podivná existence, věnuje se výzkumům
- Robert Marsh, jakýsi skřet, vrchní uctívač
- Scott Nelson, další federální agent, shodí ho do drtičky
- Esther Marshová, vědkyně, zřejmě manželka Sebastiana Marshe
- Vojín Parker, který půjčí hráči plamenomet a bude zabit podivnou bestií
- Gene Henson, námořník, kterému Jack mu donese munici a lékárnu
- Wilie Thompson, námořník, umře společně s Whistlerem
- Whistler, první důstojník na lodi Urania
- Kapitán Hearst, kapitán na Uranii, který se zabije

## Zbraně
Ve hře se hráč zprvu seznámí se zbraněmi blízko, jako je páčidlo a nůž až ve třetině hry. Hrdina též může využít střelné zbraně, které se snaží být věrnou replikou těch z 20. let 20. století. Slabší Colt 1911 se zásobníkem na osm nábojů nebo silnějším revolverem s 6 náboji. Pro boj z blízka se objeví dvojhlavňová brokovnice a naopak na delší vzdálenost puška Springfield M 1903. Z konvenčních zbraní nechybí ani veleznámý samopal Thompson, který ovšem není příliš přesný ani účinný. Ke konci se také hráč setká s více mystickými zbraněmi s řízenou energií.

## Nepřátelé
- Nakažení obyvatelé Innsmouthu
- Krakatice
- Mořská nestvůra
- Mořský
- Uctívač
- Dagon
- Hadi z podsvětí
- Hydra